# Tony LeVier

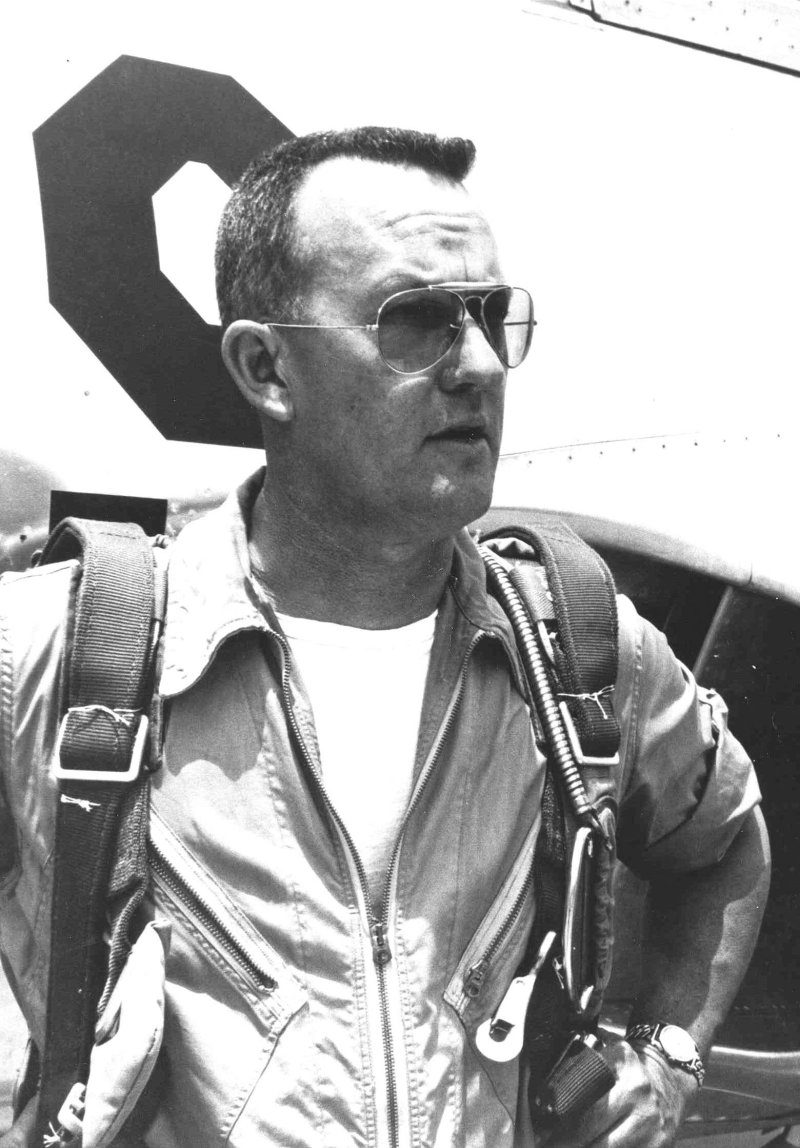
Tony LeVier

Anthony "Tony" LeVier (* 14. Februar 1913 in Duluth, Minnesota; † 6. Februar 1998 in Los Angeles, Kalifornien) war ein US-amerikanischer Testpilot. Er führte unter anderem die Erstflüge der Flugzeuge P-80, U-2 und F-104 durch und war darüber hinaus als Rennpilot aktiv.

## Leben
Anthony wurde als jüngeres von zwei Kindern des aus Norwegen stammenden Architekten Anthony W. Puck und seiner Ehefrau Aloisia Evans geboren. Nach dem frühen Tod seines Vaters zog seine Mutter mit ihm und seiner älteren Schwester Nancy nach Kalifornien. Seine Mutter heiratete erneut und nahm den Familiennamen LeVier an.

### Ausbildung
Tony verließ die High School frühzeitig und nahm im Alter von 15 Jahren seine erste Flugstunde, deren Finanzierung er mit Gelegenheitsjobs und der Wartung von Flugzeugen verdiente. Seinen ersten Alleinflug absolvierte er 1930 und erwarb zwei Jahre später seine Fluglizenz. LeVier fing an als Fluglehrer zu arbeiten sowie als sogenannter „Barnstormer“ Schauflüge zu absolvieren und Kunstflugvorführungen vor Publikum zu geben.
Von 1932 bis 1939 nahm er regelmäßig an Luftrennen teil und erzielte mehrfach Siege und Podiumsplatzierungen. Er nahm die Rennfliegerei erst nach Ende des Zweiten Weltkriegs wieder auf und beschaffte sich hierfür eine überzählige P-38 für den Preis von 1250 US-Dollar.
Ab 1939 arbeitete LeVier als Mechaniker für die Douglas Aircraft Company. Da es ihm nicht gelang, in der Firma eine Anstellung als Pilot in der Flugerprobung zu ergattern, erwarb er gleichzeitig seine Instrumentenfluglizenz und wechselte nach deren Erhalt als Linienpilot zu Mid-Continent Airlines nach Kansas City. Da sich seine Erwartungen an die Linienfliegerei nicht erfüllten, wechselte er bald zur Firma General Electric, wo er Triebwerke erprobte.

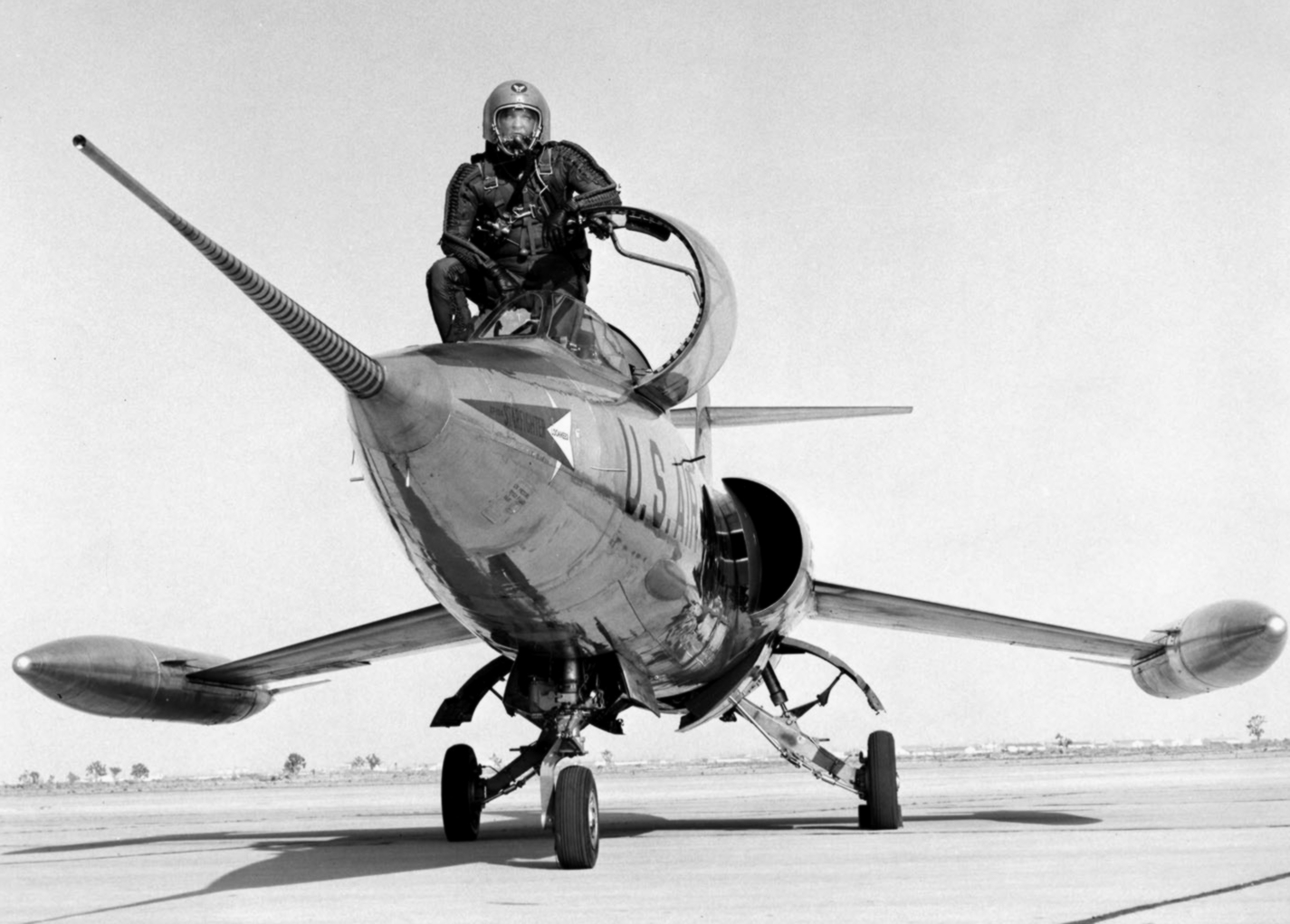
Tony LeVier posiert auf der Lockheed XF-104

### Karriere als Pilot
Als sich im Frühjahr 1941 eine Gelegenheit ergab, als Überführungspilot für die Firma Lockheed zu arbeiten, kehrte LeVier nach Südkalifornien zurück. Er flog zunächst zweimotorige Transportflugzeuge vom Typ Lockheed Hudson nach Kanada, wo diese an die Royal Air Force übergeben wurden. Später wies er als Fluglehrer selbst Piloten auf die Hudson ein und wurde anschließend als Testpilot für Flugzeuge des Typs Lockheed Ventura eingesetzt. Er wechselte 1942 in die Flugerprobung des zweimotorigen Jagdflugzeugs Lockheed P-38 „Lightning“, wobei er insbesondere dessen Verhalten bei hohen Geschwindigkeiten und im Sturzflug erforschte. Im Jahr 1944 besuchte LeVier von Februar bis Mai sämtliche Fliegerhorste der 8th Air Force in England, auf denen mit P-38 ausgerüstete Einheiten stationiert waren. Mit einer eigens für ihn bereitgestellten P-38J mit dem Namen Snafuperman demonstrierte er besondere Flugzustände und hielt Vorträge über die sichere Handhabung des Flugzeugs in Gefahrenzuständen.
Aufgrund seines Könnens war LeVier bereits seit 1943 für die später unter dem Tarnnamen „Skunk Works“ operierende Entwicklungsabteilung von Lockheed in die Flugerprobung neuer, noch streng geheimer Flugzeugtypen involviert und arbeitete er mit dem Entwicklungsingenieur Clarence „Kelly“ Johnson zusammen. Hier führte er im Januar 1944 unter anderem den Erstflug des Prototyps der XP-80 durch, die später als erster Strahljäger der amerikanischen Luftstreitkräfte in Serie gehen sollte. Nach dem Unfalltod des bisherigen Cheftestpiloten Milo Burcham Oktober 1944 übernahm LeVier dessen Posten im Januar 1945. Bei einem Erprobungsflug im März 1945 musste er aus einer Maschine dieses Typs über der Mojavewüste aussteigen und zog sich bei der Landung am Fallschirm schwere Rückenverletzungen zu. Er verbrachte fünf Monate im Krankenhaus und musste ein Stahlkorsett tragen, bevor er ins Cockpit zurückkehrte.
In den folgenden Jahren führte LeVier unter anderem die Erstflüge der Lockheed-Entwicklungen T-33 „Shooting Star“, XF-90 und F-104 „Starfighter“ durch. Kurze Zeit nach dem von ihm durchgeführten Erstflug des Aufklärungsflugzeuges U-2 wechselte er als Flugbetriebsdirektor für Kalifornien an den Lockheed-Standort Burbank. Er ging 1974 in den Ruhestand, war jedoch weiterhin für Lockheed als Berater für Flugsicherheit tätig.
LeVier gründete 1984 die Non-Profit-Organisation Safe Action in Flight Emergencies  (S.A.F.E.). Als deren erster Vorsitzender setzte er sich, im Austausch mit den zuständigen Regierungsbehörden, für Verbesserungen bei der Ausbildung angehender Piloten ein, insbesondere dem Training von Gefahrensituationen.
Seine mit der Hilfe des Autors John Guenther verfasste Autobiographie mit dem schlichten Titel Pilot erschien bereits 1954 und wurde mehrfach neu aufgelegt. LeVier starb 1998 an Krebs.

## Ehrungen
- Im Jahr 1978 wurde LeVier in die National Aviation Hall of Fame in Denver aufgenommen.
- LeVier erhielt 1988 den Crystal Eagle Award des Aero Club of Northern California.[2]
- Im Jahr 1993 wurde LeVier  in die International Air & Space Hall of Fame des San Diego Air and Space Museums aufgenommen.
- 1994 erhielt LeVier den James H. Doolittle Award der Society of Experimental Test Pilots.
- 1997 erhielt LeVier die National Air and Space Museum Trophy des Smithsonian.
- Seit 1999 verleiht die Society of Experimental Test Pilots jährlich den Tony LeVier Flight Test Safety Award an Personen die in der Flugerprobung einen herausragenden Beitrag zur Sicherheit in der Luftfahrt erbracht haben.[3]
- Vor dem Eingang des P-38 National Museum in Riverside befindet sich ein Tony LeVier gewidmetes Denkmal. Neben einer P-38 besteht es aus einer Büste, die Tony LeVier in Fliegermontur zeigt.[4]

## Werke
- Tony LeVier, John Guenther: Pilot. Bantam Books, New York 1990, ISBN 978-0-553-28785-1 (Reprint der Originalausgabe von 1954).